# Tosktjärnen (Junsele socken, Ångermanland)
Tosktjärnen är en sjö i Sollefteå kommun i Ångermanland och ingår i Ångermanälvens huvudavrinningsområde. Sjön har en area på 0,162 kvadratkilometer och ligger 327,3 meter över havet. Sjön avvattnas av vattendraget Torsktjärnbäcken.

## Delavrinningsområde
Tosktjärnen ingår i det delavrinningsområde (709210-154029) som SMHI kallar för Mynnar i Tannån. Medelhöjden är 323 meter över havet och ytan är 20,91 kvadratkilometer. Det finns inga avrinningsområden uppströms utan avrinningsområdet är högsta punkten. Torsktjärnbäcken som avvattnar avrinningsområdet har biflödesordning 5, vilket innebär att vattnet flödar genom totalt 5 vattendrag innan det når havet efter 181 kilometer. Avrinningsområdet består mestadels av skog (83 procent). Avrinningsområdet har 0,16 kvadratkilometer vattenytor vilket ger det en sjöprocent på 0,8 procent.